# Cathorops wayuu
Cathorops wayuu is een straalvinnige vissensoort uit de familie van christusvissen (Ariidae). De wetenschappelijke naam van de soort is voor het eerst geldig gepubliceerd in 2012 door Betancur-R., Acero P & Marceniuk.